# Nikotinposer
Nikotinposer er små aflange poser som indeholder nikotin og sælges i de fleste danske supermarkeder, kiosker m.m.. Posen placeres mellem tandkød og kind eller overlæbe, hvor nikotin optages gennem slimhinden i mundhulen. 
Nikotin er stærkt afhængighedsskabende. Styrken varierer fra produkt til produkt. Længerevarende brug af nikotinposer kan medføre tilbagetrækning af tandkødet.
Nikotinposer er en del af en gruppe røgfrie nikotinprodukter, der har haft markant øget popularitet blandt unge i senere år.
Det er forbudt at sælge nikotinposer til mindreårige i Danmark.